# ДПКр3
ДПКр3 (Дизель-Поезд Крюковский, 3-й тип) — дизель-поезд, созданный ПАО «Крюковский вагоностроительный завод» (КВСЗ). Первый состав построен в 2019 году и до сентября 2020 года соединял вокзал Киев-Пассажирский с аэропортом Борисполь по маршруту Kyiv Boryspil Express. В 2021 году были построены ещё три экземпляра. Строительство ещё двух запланировано на начало 2022 года. 
По состоянию на декабрь 2021 года, два состава 001 и 004 эксплуатируются на маршрутах Прикарпатского и Дунайского экспрессов. Составы 002 и 003 эксплуатируются на маршрутах Буковельского и Слобожанского экспрессов.

## Конструкция
Региональный дизель-поезд ДПКр3, как и его предшественник ДПКр2, имеет три вагона (два головных и один промежуточный), однако в отличие от него моторными являются только головные вагоны. Моторные вагоны комплектуются силовыми установками мощностью 588 кВт — в сумме они не уступают мощности трёх агрегатов, установленных в каждом из трёх вагонов ДПКр2.

### Силовая установка
На головных моторных вагонах дизель-поезда под кузовом установлена модульная дизель-гидравлическая силовая установка Voith RailPack 600 DH немецкой компании Voith, которая состоит из дизельного двигателя Voith V2862T3, разработанного специально с компанией MAN Truck&Bus для использования на вагонах дизель-поездов, гидродинамической передачи Voith T12bre и  электрического генератора питания электрических систем поезда. Общая длина и ширина установки: 3707×2800 мм.
Дизельный двигатель V2862T3 четырёхтактный, 12-цилиндровый, V-образный с углом развала цилиндров 90° (45° по вертикали). Двигатель оснащён системой выборочной каталитической нейтрализацией выхлопных газов (SCR), и отвечает экологическому стандарту по выбросу выхлопных газов Stage IIIB. Номинальная мощность двигателя — 588 кВт при частоте оборотов 1800 об/мин; рабочий объем – 24,24 л (12 × 2,02 л); максимальное среднее эффективного давления – 17,4 бар; длина, ширина и высота  – 1667×1644×859 мм.
Гидродинамическая передача T212bre совершает передачу тягового усилия от двигателя до колёсных пар приводных тележек, через турбинное масло без сплошной жёсткой связи в режиме тяги, и разъединяет их при стоянке поезда или при его движении без тяги. Она соединена с двигателем общим фланцем, и имеет один гидротрансформатор и две гидродинамические муфты, которые образуют три контура циркуляции масла, гидродинамический тормоз и механический реверс для смены направления движения, и также систему автоматического электронного управления. Перемыкание ступеней совершается автоматически путём заполнения маслом одного и опустошения другого контура циркуляции. Номинальная входная мощность гидропередачи — 450 кВт; запас масла — 95 л; длина, ширина и высота гидропередачи – 1070×1055×756; масса — 1200 кг.
Блок охлаждения силовой установки, который в ДПКр2 размещался под вагоном, переместился на крышу головных вагонов. Такая схема размещения блоков охлаждения снизит вероятность попадания в радиаторы пыли и грязи, которые поднимаются потоками воздуха с перронов во время движения поезда и от пуха растений в весенне-летний период.
Энергоснабжение промежуточного прицепного вагона осуществляется от двух генераторов силовых установок, размещённых на головных моторных вагонах.

### Пассажирский салон
Дизель-поезд ДПКр2 разрабатывался как пригородный поезд, который вмещает в себя 283 кресла третьего класса и много свободного места для стоячих пассажиров. ДПКр3 в свою очередь, создавался как региональный экспресс, и вмещает 170 мест первого и второго класса, которые удобней, чем в ДПКр2. Сиденья расположены лицом вдоль направления движения и имеют мягкие наклонные спинки и подлокотники. Часть сидений расположена напротив столов. Салоны вагонов оборудованы багажными полками и мониторами для трансляции сообщений и видео.
Каждый вагон дизель-поезда имеет два тамбура, между которыми размещён пассажирский салон. В передней части головного вагона, между передним тамбуром и кабиной машиниста слева, расположен узкий коридор, а напротив него в середине и справа – санитарный туалетный блок или купе проводника, вход в который осуществляется через тамбур. В середине салона головных вагонов по бокам от прохода установлены технологические отсеки, внутри которых расположены воздуховоды для дизеля и выхлопная труба.
В одном из головных вагонов — 58 мест второго класса по схеме 3+2, там же есть и купе проводника. В другом головном вагоне — 51 место второго класса, в этом вагоне находиться санитарный модуль увеличенного размера для пассажиров с инвалидностью, а вместо части сидений предусмотрена площадка без сидений место для колясок. Ширина сиденья в самой большой части — не меньше 450 мм. Между креслами один подлокотник и индивидуальные розетки. Более просторным является промежуточный вагон, в котором 61 место первого класса по схеме 2+2 и санитарный модуль. Ширина сидения в самой большой части — около 500 мм. В них встроены широкие удобные подлокотники и индивидуальные розетки с USB-зарядками. В одном из углов вагона находится обычный санитарный блок меньшего размера, чем в головных вагонах.
Салоны отделены от тамбуров перегородками с автоматическими внутрисалонными дверями, сдвигающимися вбок по нажатию кнопки или жесту. Межвагонные переходы представляют собой герметичные гармошки и не отделены от тамбуров.

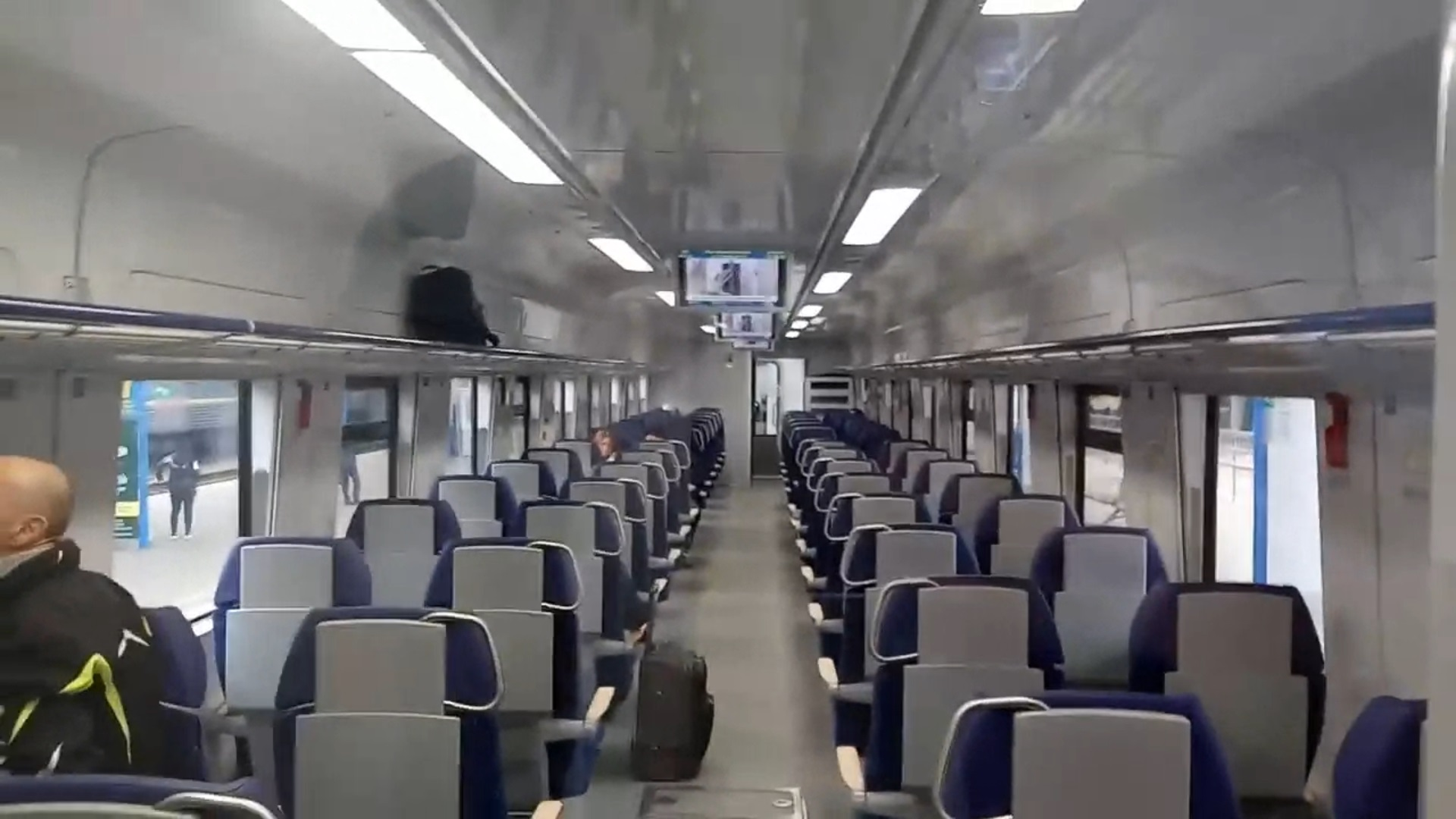
Интерьер вагона 1-го класса
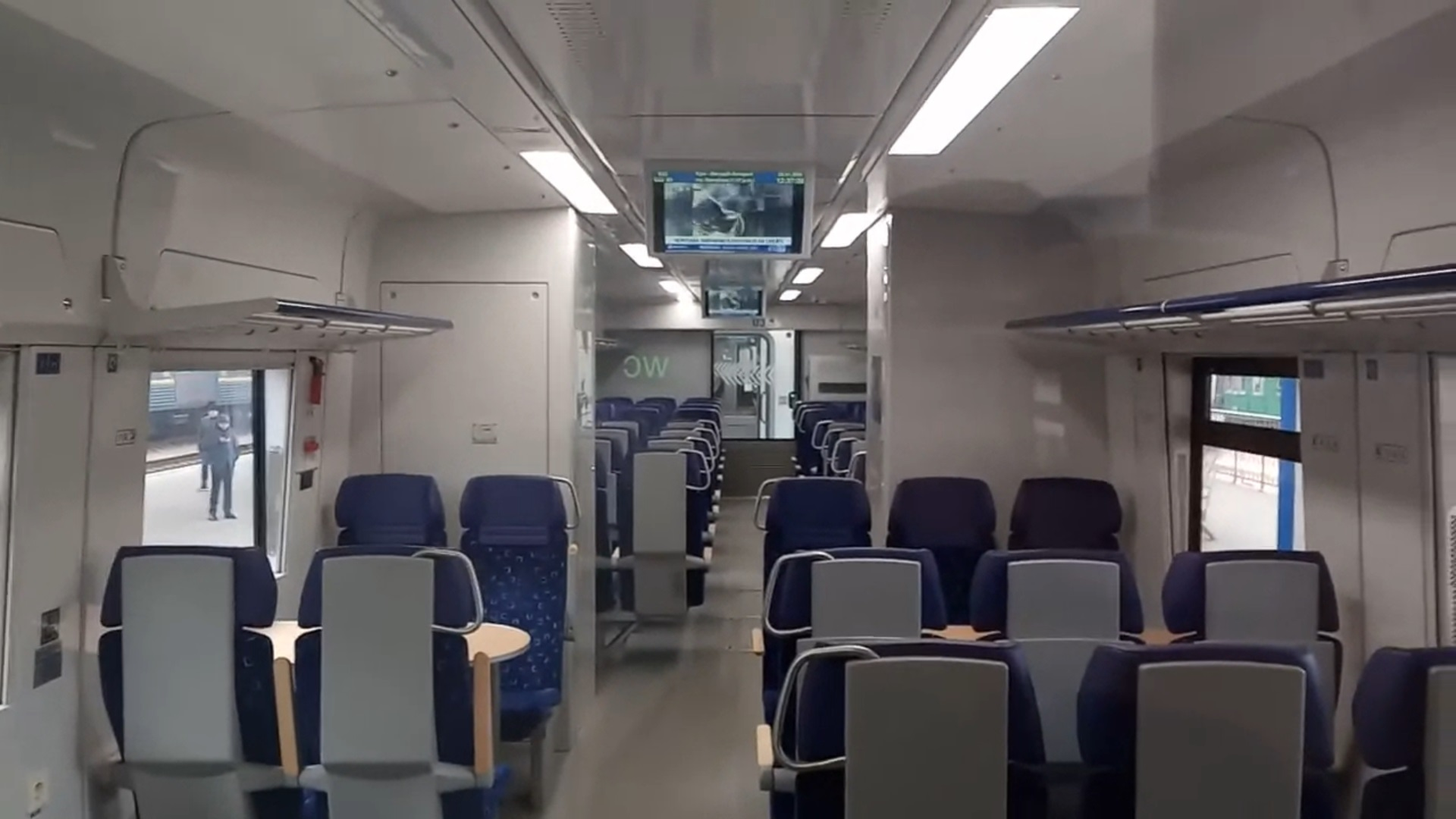
Интерьер вагона 2-го класса

## Эксплуатация
| Маршруты курсирования ДПКр3                 |                          |                     |                      |                  |                |               |               |
| Номер и название маршрута поезда            | Периодичность            | Период курсирования | Станция отправления  | Станция прибытия | Длина маршрута | Время в пути  | Номер состава |
| 809 / 810 Буковельский экспресс             | каждый день              | с 25 декабря 2021   | Львов-Главный        | Ясиня            | 284 км         | 5:45 / 5:40   | 002           |
| 885 / 886, 887 / 888 Слобожанский экспресс  | каждый день, кроме среды | с 19 декабря 2021   | Харьков-Пассажирский | Ворожба          |                | 3:25 / 3:45   | 003           |
| 885 / 886, 887 / 888 Слобожанский экспресс  | каждый день, кроме среды | с 19 декабря 2021   | Харьков-Пассажирский | Попасная         |                | 5:20 / 4:59   | 003           |
| 7001 / 7002, 7003 / 7004 Дунайский экспресс | каждый день              | с 20 ноября 2021    | Одесса-Главная       | Измаил           | 284 км         | 04:10         | 004           |
| 807 / 808 Прикарпатский экспресс            | каждый день, кроме среды | с 29 мая 2021       | Коломыя              | Киверцы          | 385 км         | 08:47 / 08:38 | 001           |